# Dragonfly (sonda spaziale)
Dragonfly è un veicolo spaziale di tipo drone che verrà inviato sulla superficie di Titano, la più grande luna di Saturno, per studiare la chimica prebiotica e la possibilità di esistenza di vita extraterrestre in ambienti diversi da quelli della Terra. Il veicolo sarà in grado di visitare diverse zone della superficie grazie alla possibilità di spostarsi in volo.
Titano è l'unico corpo celeste del sistema solare, oltre alla Terra, ad avere una chimica complessa, ricca di carbonio e idrocarburi sulla superficie e con un oceano di acque interne, che lo rende un obiettivo prioritario per l'astrobiologia. La missione è stata proposta nell'aprile 2017 all'interno del programma New Frontiers della NASA dal Johns Hopkins Applied Physics Laboratory, ed è stata selezionata come uno dei due finalisti (su dodici proposte) a dicembre 2017 per perfezionare ulteriormente il concetto della missione. Il 27 giugno 2019, Dragonfly è stata selezionata per diventare la quarta missione nel programma New Frontiers.

## Panoramica
Dragonfly è una missione di astrobiologia per Titano per valutare la sua abitabilità planetaria e studiarne la chimica prebiotica. La sonda Dragonfly eseguirà voli controllati con decollo e atterraggio verticale, alimentata da un generatore termoelettrico a radioisotopi (RTG), i pannelli solari sarebbero infatti inservibili, a causa della distanza dal Sole e dall'opacità dell'atmosfera di Titano. La missione consentirà di campionare diverse regioni e contesti geologici.
Titano è un obiettivo ambizioso per lo studio dell'astrobiologia, sia perché la sua superficie contiene un'abbondante chimica complessa ricca di carbonio e acqua allo stato liquido, sia perché gli idrocarburi liquidi possono formarsi sulla sua superficie, formando probabilmente una zuppa primordiale prebiotica.

## Storia

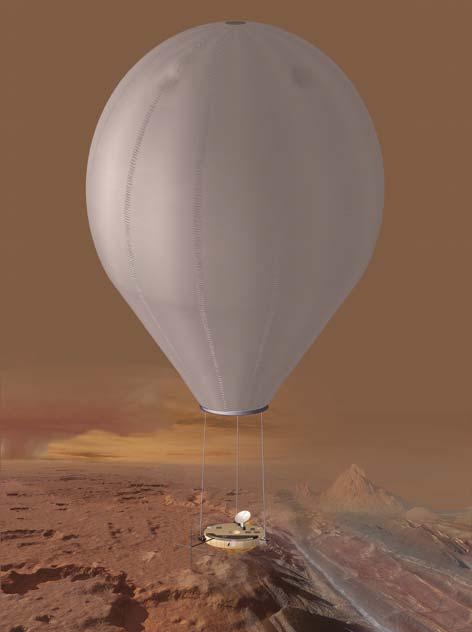
La missione TSSM esaminata in precedenza ha proposto un velivolo su Titano sotto forma di mongolfiera per il trasporto di un lander

La concezione iniziale della missione Dragonfly ha avuto luogo durante una conversazione a cena tra gli scienziati Jason W. Barnes (Dipartimento di Fisica, Università dell'Idaho) e Ralph D. Lorenz (Laboratorio di Fisica Applicata dell'Università Johns Hopkins) e ci sono voluti 15 mesi per renderla una proposta di missione dettagliata. La Principal Investigator è Elizabeth Turtle, una scienziata planetaria presso il laboratorio di fisica applicata della Johns Hopkins University.
La missione Dragonfly si basa su diversi studi precedenti sull'esplorazione aerea di Titano, incluso lo studio Titan Explorer Flagship del 2007, che proponeva un pallone aerostatico per l'esplorazione regionale e l'AVIATR, una specie di aeroplano proposto per il programma Discovery. Il concetto di un lander con un rotore che volava a batteria, ricaricato durante la notte di Titano di 8 giorni da una fonte di energia nucleare, è stato proposto da Lorenz nel 2000. Una discussione più recente ha incluso uno studio di esplorazione su rotore, condotto da Larry Matthies nel 2014 presso il Jet Propulsion Laboratory, che avrebbe utilizzato un piccolo velivolo simile a un drone rilasciato da un lander o una mongolfiera.
Sfruttando sistemi e tecnologie già collaudati di velivoli a rotore, Dragonfly utilizzerà un veicolo multi-rotore per spostarsi con i suoi strumenti in più posizioni per effettuare misurazioni della composizione della superficie, delle condizioni atmosferiche e dei processi geologici.
Dragonfly e CAESAR sono stati i due progetti finalisti per la missione numero 4 del programma New Frontiers, ed entrambi hanno ricevuto un finanziamento di 4 milioni di dollari ciascuna per rivedere e programmare i dettagli della spedizione.e il 27 giugno 2019, la NASA ha selezionato Dragonfly per lo sviluppo; verrà lanciata nel 2026 per arrivare nel 2034. La NASA ha annunciato la selezione di Dragonfly il 27 giugno 2019, per costruire e lanciare nel 2026. Dragonfly sarà la quarta missione di New Frontiers, una serie di investigazioni sulle scienze planetarie guidate dai ricercatori, che rientrano in un limite massimo di sviluppo di circa 850 milioni di dollari e, inclusi i servizi di lancio, il costo totale sarà di circa un miliardo.
Nel novembre 2023, a causa delle incertezze sui finanziamenti governativi, la NASA ha deciso di posticipare il lancio di un anno, dal 2027 al 2028. Il 25 novembre 2024, la NASA ha annunciato l'assegnazione del servizio di lancio per la missione Dragonfly. La sonda verrà lanciato tramite un Falcon Heavy di SpaceX in una finestra di lancio prevista nel luglio 2028.

## Obiettivi scientifici
Titano rappresenta per gli studiosi di astrobiologia un analogo della Terra nella sua fase primordiale e può fornire indizi su come la vita possa essersi generata. Nel 2005, il lander Huygens dell'Agenzia spaziale europea ha effettuato alcune misurazioni nell'atmosfera e sulla superficie di Titano rilevando la tolina, un mix di vari tipi di idrocarburi (composti organici). Poiché l'atmosfera di Titano oscura la superficie a molte lunghezze d'onda, le composizioni specifiche di materiali solidi di idrocarburi sulla superficie di Titano rimangono essenzialmente sconosciute. Misurare le composizioni di materiali in diverse impostazioni geologiche rivelerà fino a che punto la chimica prebiotica è progredita in ambienti che forniscono ingredienti chiave per la vita, come le pirimidine (basi utilizzate per codificare le informazioni nel DNA) e gli amminoacidi, i blocchi costitutivi delle proteine.
Le aree di particolare interesse sono i siti in cui l'acqua liquida extraterrestre, presente grazie a eventi di impatto o flussi criovulcanici, ha interagito con i composti organici abbondanti. Dragonfly ha la capacità di esplorare diversi luoghi per caratterizzare l'abitabilità dell'ambiente di Titano, indagare fino a che punto la chimica prebiotica è progredita, e cercare marcatori biologici indicativi di vita basata sull'acqua come solventi o addirittura biochimiche ipotetiche.
L'atmosfera contiene abbondante azoto e metano e forti evidenze indicano che il metano liquido esiste sulla superficie. Ci sono prove che indicano anche la presenza di acqua liquida e ammoniaca sotto la superficie, che può essere rilasciata in superficie dall'attività  criovulcanica.

## Design e costruzione

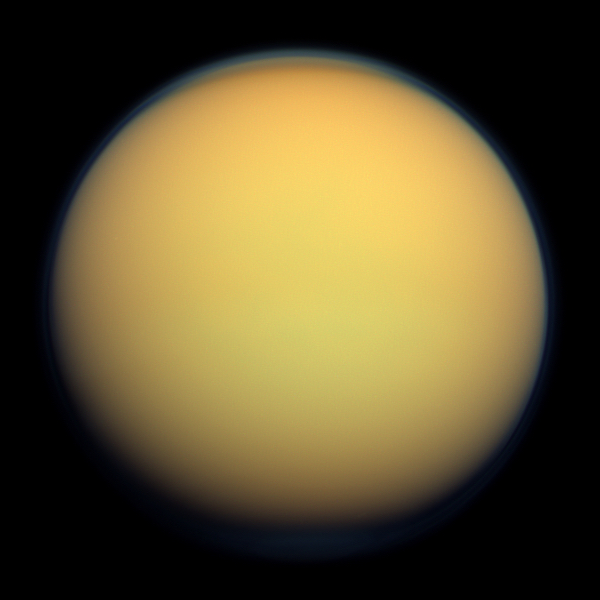
La luna più grande di Saturno, Titano, ha un'atmosfera densa e bassa gravità rispetto alla Terra, due fattori che facilitano il volo a elica

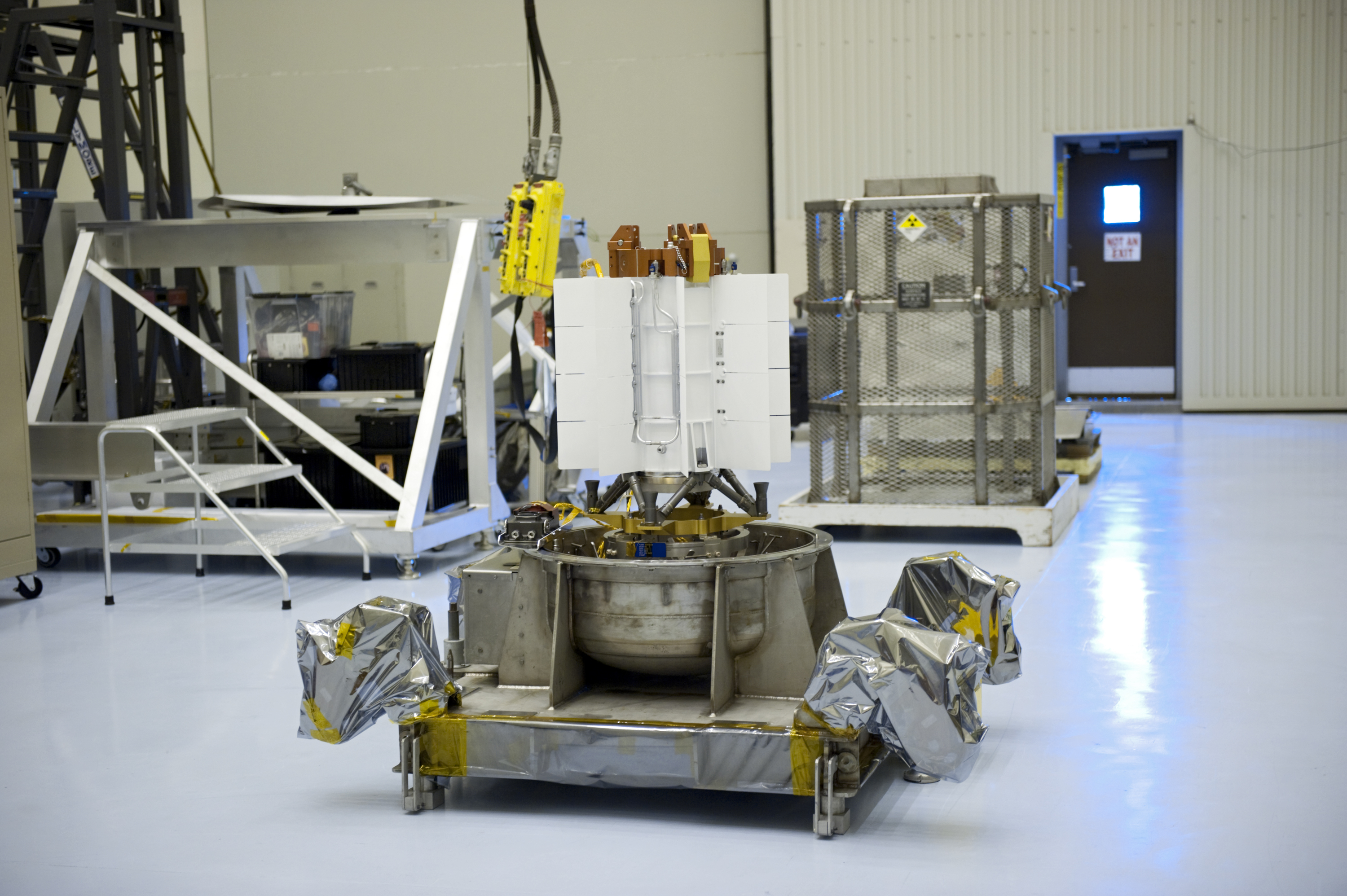
Il generatore termoelettrico a radioisotopi del Mars Science Laboratory, inviato sulla superficie di Marte per alimentare il rover

Dragonfly sarà un lander a rotore, molto simile a un grande quadricottero con doppi rotori, per un totale di otto eliche. La configurazione ridondante dei rotori permetterà il prosieguo della missione (in volo) nel caso di danni agli stessi, garantendolo come minimo se ci sarà la perdita di un'elica o di un motore. Ciascuno degli otto rotori avrà un diametro di circa un metro. Il velivolo potrà viaggiare a circa 10 m/s e potrà volare fino a 4 km di quota.
Il volo aereo su Titano è aerodinamicamente più favorevole rispetto alla Terra, poiché la gravità è più bassa, i venti sono deboli e la sua atmosfera densa consente una efficiente propulsione del rotore. La fonte di energia a radioisotopi è stata usata precedentemente con successo in molti veicoli spaziali, e l'ampio uso di droni sulla Terra consente di avere a disposizione una tecnologia ben collaudata, integrata da algoritmi che consentono di poter effettuare correzioni in tempo reale nell'ambiente in cui verrà utilizzato. Il velivolo sarà progettato per funzionare in condizioni estreme, sotto l'effetto della radiazione cosmica e con temperature medie di 94 K (−179,2 °C; −290,5 °F).
Su Titano la densità atmosferica (circa 4 volte quella sulla Terra a livello del mare) e la bassa gravità (il 13,8% di quella sulla Terra) ci dicono che la potenza necessaria per far volare una determinata massa è di un fattore circa 40 volte inferiore a quella necessaria sulla Terra, quindi sarà più facile volare, sebbene dovremo affrontare la sfida delle temperature molto fredde, la luce più debole e la maggior resistenza aerodinamica sul corpo del velivolo. Tra i fattori negativi c'è anche l'attrito atmosferico maggiore che comporta un dispendio di energia maggiore per muoversi parallelamente alla superficie. L'aeromobile può comunque percorrere distanze significative grazie all'alimentazione a batterie che verranno ricaricate da un generatore termoelettrico radioisotopico multimissione (MMRTG) durante la notte. Gli MMRTG convertono il calore dal decadimento naturale di un radioisotopo in elettricità. Il velivolo sarà in grado di percorrere decine di chilometri per ogni carica della batteria e rimanere in volo per qualche ora. Il veicolo utilizzerà i sensori per esplorare nuovi obiettivi scientifici, tornando al sito originale fino a quando i nuovi luoghi di atterraggio non saranno verificati come sicuri dal controllo missione.
Il progetto preliminare prevede per il quadricottero una massa di 450 kg (990 lb), che durante la fase di atterraggio su Titano sarà imballato in uno scudo termico di 3,7 metri di diametro. Sarà inoltre dotato di due trapani per il campionamento della superficie, uno su ciascun carrello di atterraggio.

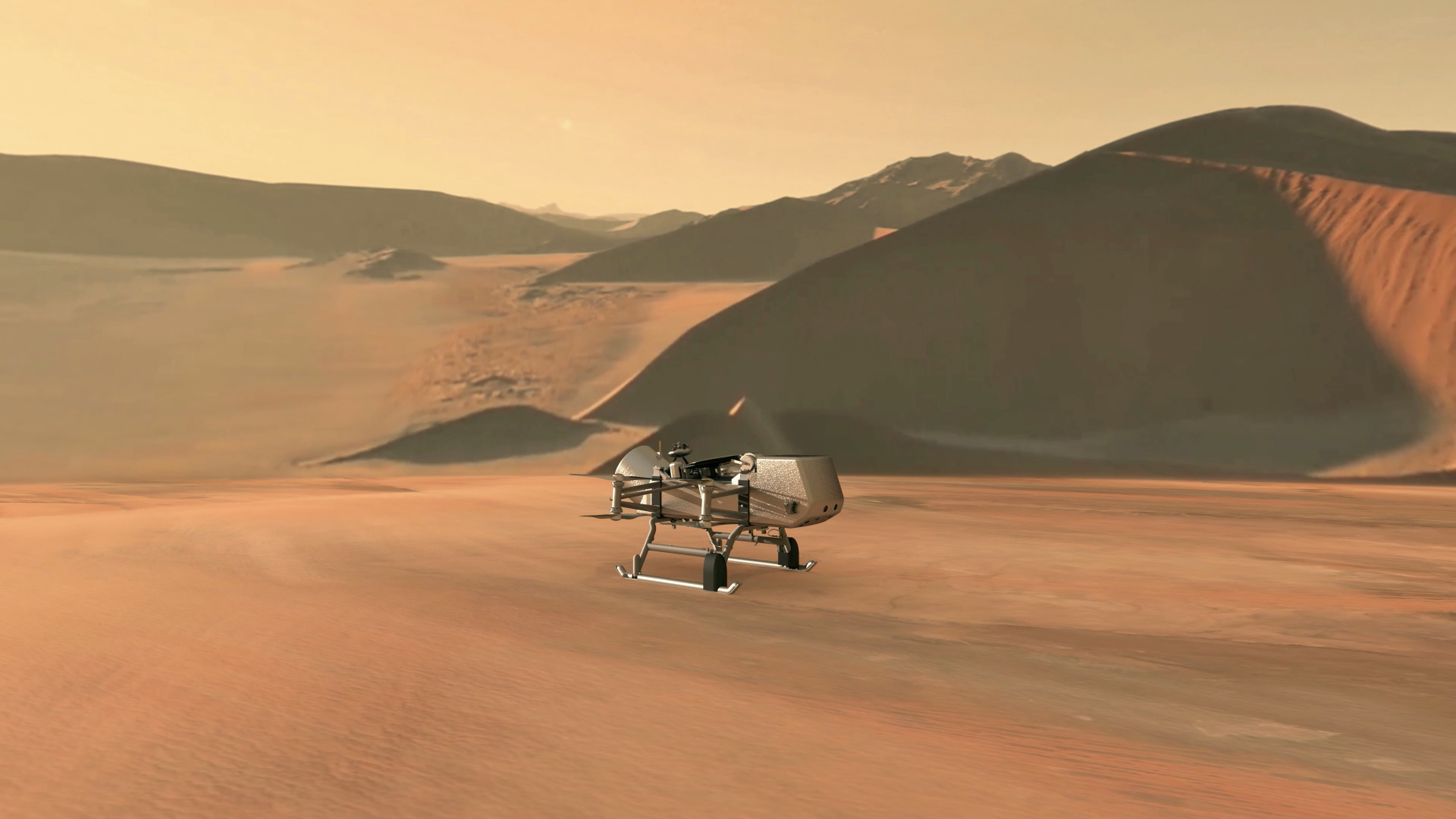
Realizzazione artistica di Dragonfly sulla superficie di Titano

Il velivolo rimarrà a terra durante le notti di Titano, che dureranno circa 8 giorni terrestri o 192 ore. Le attività durante la notte possono includere la raccolta e l'analisi dei campioni, gli studi sismologici, il monitoraggio meteorologico e l'imaging microscopico locale utilizzando illuminatori a LED come quelli presenti sul lander Phoenix e sul rover Curiosity. Le comunicazioni con la Terra saranno dirette con un'antenna ad alto guadagno.
Il centro di eccellenza di Penn State Vertical Lift Research è responsabile per la progettazione e l'analisi del rotore, lo sviluppo del sistema di controllo del volo a rotore, i test in ambienti simulati, il supporto per il test a terra e la valutazione delle prestazioni di volo.

### Carico scientifico
- DraMS (Dragonfly Mass Spectrometer) è uno spettrometro di massa per identificare componenti chimici, in particolare quelli relativi ai processi biologici in campioni di superficie;
- DraGNS (Dragonfly Gamma-Ray and Neutron Spectrometer), è un set di uno spettrometro a raggi gamma e uno spettrometro a neutroni per identificare la composizione di campioni di superficie e di aria;
- DraGMet (Dragonfly Geophysics and Meteorology Package) è una suite di sensori meteorologici e un sismometro;
- DragonCam (Dragonfly Camera Suite) è un set di telecamere microscopiche e panoramiche per la cattura di immagini del terreno e l'individuazione di siti di atterraggio scientificamente interessanti.

## Panoramica della missione

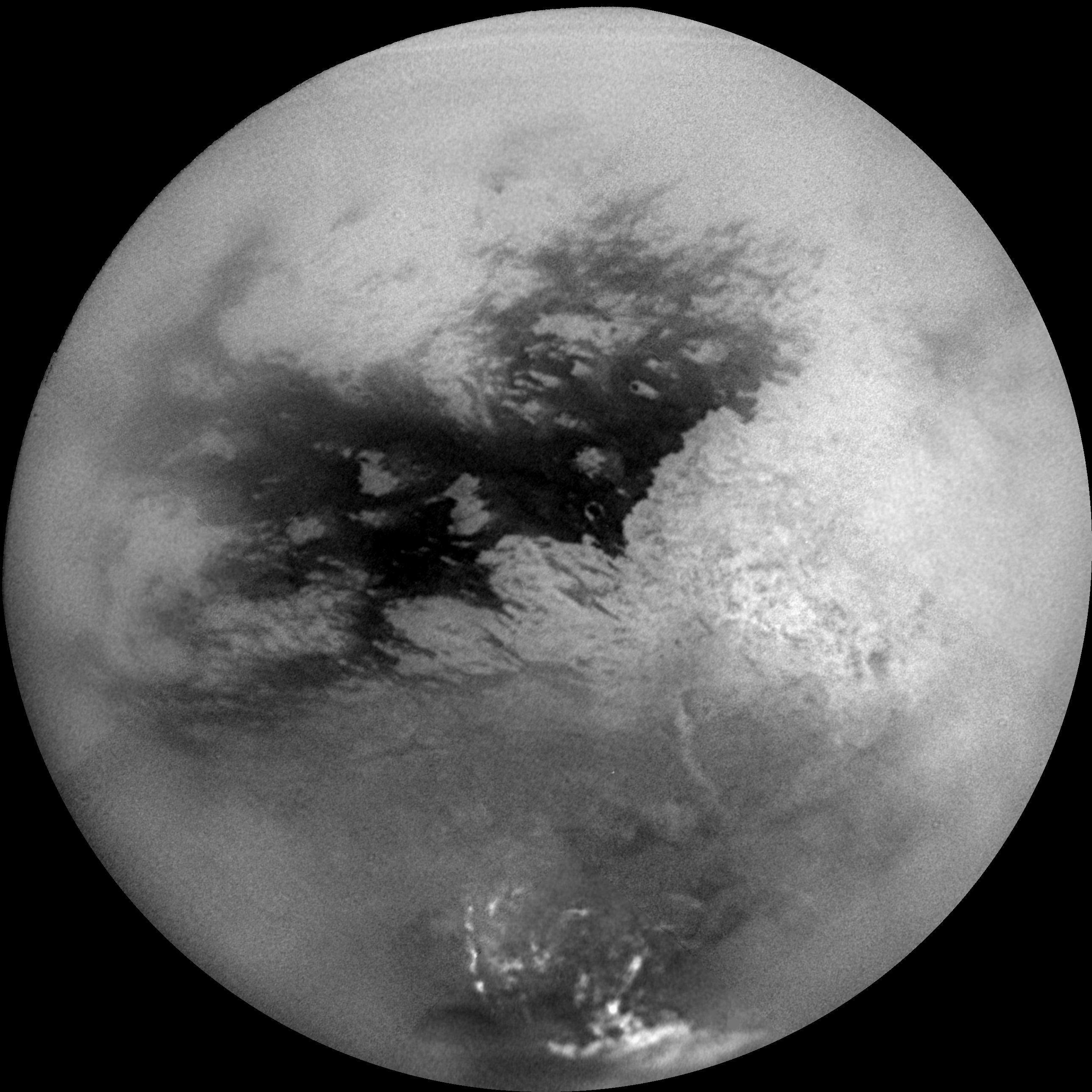
Shangri-La è la grande regione oscura al centro di questa immagine a infrarossi di Titano

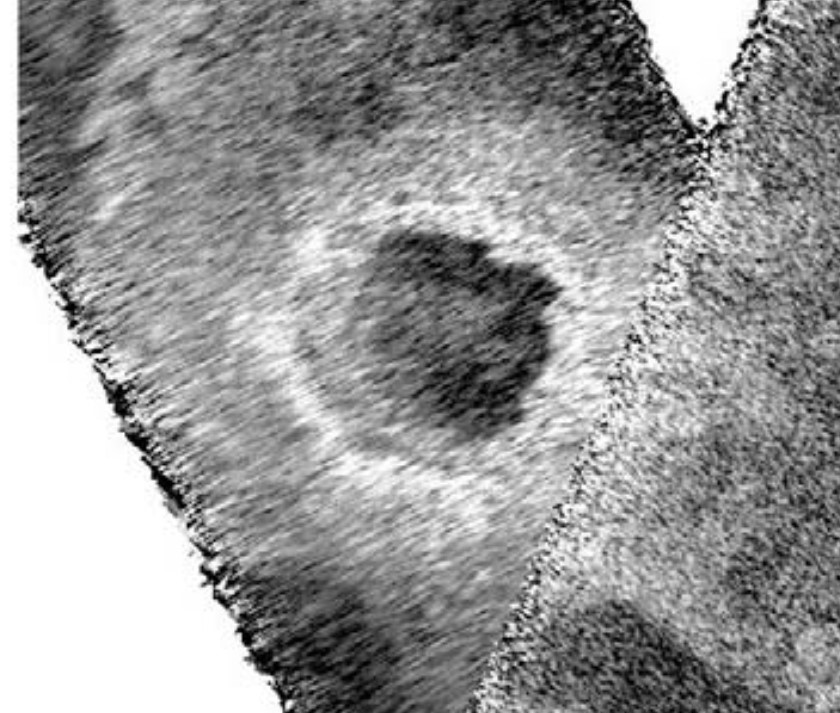
Immagine del cratere d'impatto di Selk su Titano prodotta grazie al radar di Cassini. Il cratere è di 90 chilometri di diametro.

Dragonfly avrebbe dovuto essere lanciata nel giugno 2027 e raggiungere Titano nel 2034, tuttavia nel novembre 2023 è stato annunciato che il lancio non avverrà prima di luglio 2028.
Il veicolo spaziale dopo il lancio per aumentare la velocità verso il sistema solare esterno sfrutterà quattro fionde gravitazionali eseguendo un sorvolo di Venere e tre della Terra. Dragonfly sarà la prima missione dedicata al sistema solare esterno a non visitare Giove in quanto non sarà all'interno della traiettoria di volo al momento del lancio.

### Discesa nell'atmosfera
Dieci minuti prima di entrare nell'atmosfera di Titano, lo stadio da crociera della sonda si separerà dalla capsula d'ingresso di Dragonfly ed entrambi entreranno nell'atmosfera, ma mentre lo stadio da crociera brucerà in una discesa incontrollata a causa dell'attrito con l'atmosfera, la capsula contenente Dragonfly continuerà la discesa protetta per i successivi 6 minuti da uno scudo termico.
A una velocità di 1,5 Mach si dispiegherà un parafreno, che rallenterà la capsula a velocità subsoniche. A causa dell'atmosfera relativamente densa di Titano e della bassa gravità, la discesa sarà relativamente lenta e solo dopo 80 minuti, quando la velocità sarà sufficientemente bassa, un paracadute principale più grande sostituirà il parafreno. Il lander sarà poi preparato per la separazione: lo scudo termico verrà rimosso, i pattini di atterraggio verranno estesi e verranno attivati sensori come radar e lidar. Ad un'altitudine di 1,2 km il lander si sgancerà dal suo paracadute, finendo per atterrare in superficie con un volo autonomo a propulsione della sonda stessa. Il sito di atterraggio specifico e le operazioni di volo saranno eseguiti autonomamente poiché l'antenna ad alto guadagno non verrà dispiegata durante la discesa, visto che la comunicazione con la Terra a quella distanza richiede 70-90 minuti.

### Sito di atterraggio
L'aeromobile ad ala rotante Dragonfly atterrerà in una regione scura chiamata Shangri-La.  Esplorerà questa regione in una serie di voli fino, a 8 km ciascuno, e acquisirà campioni da aree interessanti con geografia diversa. Dopo l'atterraggio, viaggerà verso il cratere Selk, dove oltre ai composti organici di tolina, vi è evidenza di acqua liquida passata.
Selk è un cratere da impatto geologicamente giovane di 90 km di diametro, si trova a circa 800 km di distanza dal lander Huygens (7° N 199° E). Le misure a infrarossi e ad altri spettri dell'orbiter di Cassini mostrano che il terreno adiacente ha una luminosità che suggerisce differenze nella struttura o nella composizione termica, probabilmente causate dal criovulcanismo generato dall'impatto. Tale regione, che presenta una miscela di composti organici e acqua ghiacciata, è un obiettivo importante per valutare fino a che punto la chimica prebiotica possa progredire sulla superficie.